# Quantenkosmologie
Die Quantenkosmologie ist ein theoretischer Ansatz in der Physik, mit dem man versucht, eine Quantentheorie des Universums zu entwickeln. Dabei geht es vor allem darum, offene Fragen der klassischen Kosmologie zu klären, welche die Anfangsphasen des Universums betreffen.
Die klassische Kosmologie beruht auf der allgemeinen Relativitätstheorie Albert Einsteins. Sie beschreibt die Entwicklung des Universums sehr gut, solange man zeitlich nicht zu nahe an den Anfangszustand des Kosmos herankommt, in die Phase der Planck-Zeit.
Es besteht Hoffnung, dass die Quantentheorie bei der Klärung offener Fragen weiterführt. Dazu ist eine Theorie erforderlich, die die Relativitätstheorie und die Quantentheorie übergreifend zusammenführt; ein solcher Ansatz wird beispielsweise mit der Schleifenquantengravitation versucht, ein anderer Ansatz mit der Stringtheorie.

## Aufgaben
Wenn man nach dem Urknallmodell der klassischen Kosmologie dem Urknall immer näher kommt, wird das Universum immer dichter, bis man einen Punkt erreicht, bei dem die Dichte und die Gravitation unendlich groß sein sollten, die Singularität. Mathematisch lässt sich damit nicht rechnen, die Grenze der Wirksamkeit der Relativitätstheorie ist erreicht. Damit scheint klar, dass die allgemeine Relativitätstheorie unvollständig ist, da sie den Urknall nicht beschreiben kann.
Zu klären sind u. a.:
- die Anfangssingularität
- die Anfangsbedingungen nach dem Urknall
- die Bestimmung der Grundzustandsenergie für das Universum nach der Planck-Zeit.

Daneben sollen auch Fragen z. B. zu folgenden Themen besser geklärt werden:
- Ursache der Zeitrichtung
- Entwicklung großräumiger Strukturen aus Quantenfluktuationen
- Dunkle Materie und Dunkle Energie.

## Ansätze

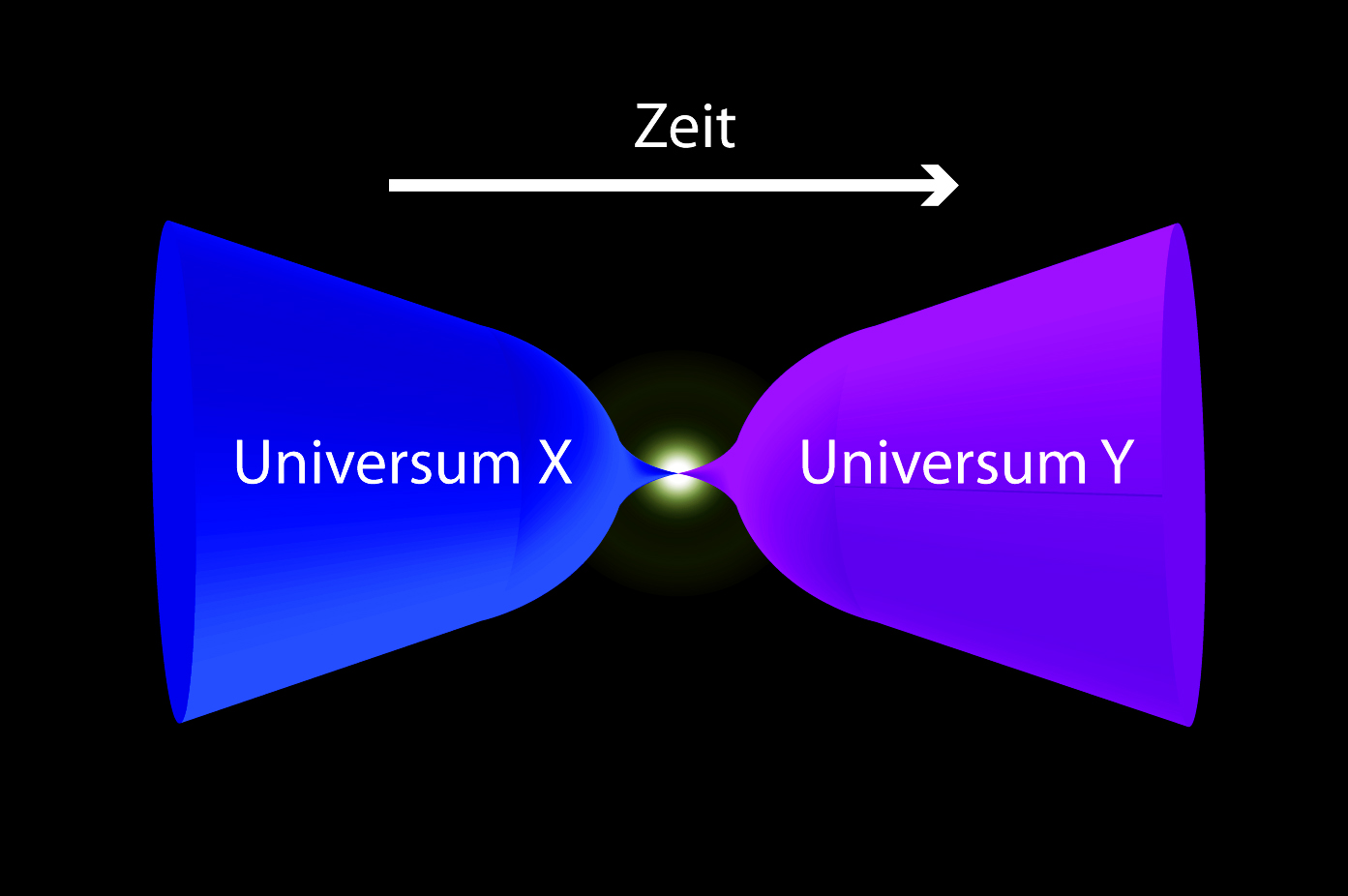
Die Schleifenquantenkosmologie nimmt an, dass unser Universum (Y) durch Rückprall nach dem Zusammenfallen eines anderen Universums (X) entstanden sein könnte.

Die Quantenkosmologie versucht mit Hilfe der Quantentheorie, das Auftreten einer Singularität in der Beschreibung der Frühzeit unseres Universums zu vermeiden. Ihr zufolge sind Singularitäten nicht nötig, der Urknall entwickelt sich nicht aus einer Singularität, sondern aus einer Quantenfluktuation. Nach Bojowalds Auffassung kann das Universum nur diskrete Größen annehmen; da es einen Wert null nicht geben könne, müsse es auch etwas vor dem Urknall gegeben haben.

### Schleifenquantengravitation
In der Schleifenquanten-Kosmologie wird die Singularität sozusagen übersprungen. Dies kann möglicherweise durch einen Rückprall (Big Bounce) erfolgen, der durch das Zusammenfallen eines anderen Universums verursacht wurde, das aber in keiner kausalen Beziehung zu unserem Universum steht. Die klassische Evolution wird in der Schleifenquantenkosmologie durch eine Wellenfunktion ersetzt. Das soll es erlauben, die Quanten-Raumzeit auch auf klassische Singularitäten auszuweiten und die Struktur der Geometrie um sie herum zu verstehen. Die neue Struktur der Raumzeit, die sich daraus ergibt, soll auch neue Erkenntnisse zur Natur der Zeit liefern.

### Stringtheorie
In der Stringtheorie wird die Verbindung zwischen allgemeiner Relativitätstheorie und Quantenmechanik durch die räumliche Ausdehnung von Strings hergestellt. Diese räumliche Ausdehnung der Strings impliziert auch eine interessante Auswirkung auf die Raumzeit. Während aufgrund der allgemeinen Relativitätstheorie Risse und Löcher in der als glatt und kontinuierlich angenommenen Raumzeit nicht möglich sind, sind sie aufgrund der Stringtheorie durchaus denkbar. Risse und Löcher würden demnach durch Strings umschlossen. Wurmlöcher und Zeitreisen können innerhalb dieser Theorie zumindest nicht ausgeschlossen werden.

### Vom Universum zum Multiversum
Die quantentheoretische Betrachtung des Universums ermöglicht die Annahme, dass unser Universum nicht isoliert sei, sondern ein kleiner Teil eines Multiversums. Demnach gibt es viele Universen, die ständig entstehen bzw. wieder vergehen und eine ganz andere Entwicklung durchlaufen als unser Universum. Analog zu virtuellen Teilchen sind sogar virtuelle Universen denkbar.
Schon 1957 versucht Hugh Everett, Paradoxien der quantentheoretischen Betrachtung des Universums mit der Viele-Welten-Interpretation zu erklären.
Die Stringtheorie erlaubt ebenfalls die Annahme, dass es unzählige andere Universen geben kann. Manche davon können unserem ähnlich sein, die meisten jedoch ganz unterschiedlich. Darüber hinaus sind die Universen – nach der Stringtheorie – über verschiedene Parameter ständig miteinander verbunden (sogn. landscape = kosmologische Landschaft).